# Parlamentní volby v Togu v roce 2018
Parlamentní volby v Togu se konaly 20. prosince 2018. Původně byly volby naplánovány na červenec téhož roku, ale byly odloženy. Čtrnáct hlavních opozičních stran vytvořilo Alianci C14, která volby bojkotovala poté, co Faure Gnassingbé odmítl zcela zrušit navrhované ústavní reformy, které mu měly umožnit opět kandidovat v prezidentských volbách v roce 2020. Ve volbách si zachovala většinu vládnoucí strana Unie pro republiku. Uspěli také nezávislí kandidáti, kterých se do Národního shromáždění dostalo osmnáct. 

## Situace před volbami
V září 2017 byl parlamentu předložen vládní návrh ústavní reformy, který mimo jiné stanovoval úpravu způsobu hlasování během prezidentských voleb. Navrhovanou změnu ústavy opozice silně kritizovala, a to zejména opětovné neuplatnění omezení počtu volebních období pro funkci prezidenta, která by tak dala možnost úřadujícímu prezidentu Faure Gnassingbé opětovně kandidovat během prezidentských voleb v roce 2020. Opozice vyzvala k masivním protestům, načež se 6. a 7. září 2017 shromáždily desetitisíce lidí ve městech po celé zemi.
Pro přijetí navrhovaných ústavních změn by musely hlasovat čtyři pětiny parlamentu, ale 19. září 2017 návrh získal pouze 62 hlasů, které všechny patřily poslancům vládnoucí strany Unie pro republiku (UNIR). Druhou možností bylo přijetí referendem, které však masivní demonstrace v Lomé a dalších velkým městech v zemi nutily vládu odkládat. Zpočátku vláda počítala s uspořádáním hlasování do konce roku 2017, ale opozice ji donutila k dialogu a hlasování bylo odloženo na rok 2018.
Volby byly původně naplánované nejpozději na 14. července 2018 a podle platných pravidel se musely uskutečnit do třiceti dnů od skončení mandátu poslanců, tedy nejpozději 19. srpna 2018. Dne 13. června 2018 však Ústavní soud vyzval vládu a Nezávislou národní volební komisi (CENI), aby hlasování proběhlo do konce roku podle toho co „stanoví ústava“. Tento verdikt soudu rozhněval opozici, která v něm viděla zlegalizování odložení hlasování v kontextu s napětím ve společnosti a protivládními demonstracemi. Vláda poté navrhla za nový termín voleb 5. listopad 2017.
Na konci summitu hlav států a předsedů vlád Hospodářského společenství západoafrických států dne 31. července 2018 v Lomé vyzvalo toto společenství, aby se volby konaly 20. prosince 2018. Dne 19. srpna 2018 CENI podpořila toto stanovisko a zveřejnila plán organizace hlasování k tomuto datu. Hlasování předcházela volební kampaň, která započala 4. prosince 2018.

## Volební systém
Národní shromáždění je jedinou komorou jednokomorového parlamentu Toga. Skládá se z 91 křesel a jeho členové jsou voleni na pět let poměrným zastoupením z uzavřené kandidátky ve třiceti vícemandátových volebních obvodech o velikosti od dvou do deseti mandátů. Hlasování se koná z uzavřených kandidátek, které obsahují dvakrát víc kandidátů, než kolik míst má být obsazeno. Místa jsou přidělována metodou nejvyššího průměru. Tyto volby byly první od zavedení povinné parity pohlaví na kandidátkách.

## Volební kampaň
Ve volbách byly předloženy kandidátky 12 politických stran a 12 seznamů nezávislých kandidátů. Celkem se ucházelo o 91 křesel v Národním shromáždění 856 kandidátů.
Hlavní opoziční koalice složená ze čtrnácti stran odsoudila nesrovnalosti v organizaci voleb, vyzvala k jejich bojkotu a během týdnů před hlasováním organizovala četné demonstrace. Dne 1. prosince 2018 opozice shromáždila více než 500 tisíc lidí během demonstrace v hlavním městě Lomé. Volební kampaň byla poznamenána násilnými represemi proti demonstrantům. Několik lidí při nich přišlo o život, z nichž nejméně tři byli zastřeleni. Vláda v polovině prosince zakázala všechny pochody a veřejná shromáždění.
Volební kampaň oficiálně skončila 48 hodin před zahájením voleb. Bylo zřízeno 8 848 volebních místností, z toho 201 určených pro vojáky, kteří volili den před zbytkem populace.

## Volební výsledky
Hned následující den po volbách pozorovatelé z Africké unie a Hospodářského společenství západoafrických států kvitovalo dobré chování a klidnou atmosféru během hlasování.
| Politická strana                         | Hlasy     | %       | Mandáty | */- |
| ---------------------------------------- | --------- | ------- | ------- | --- |
| Unie pro republiku                       |           |         | 59      | ▼3  |
| Unie sil pro změnu                       |           |         | 7       | ▲4  |
| Nový závazek Toga                        |           |         | 3       | ▲3  |
| Vlastenecké hnutí za demokracii a rozvoj |           |         | 2       | ▲2  |
| Panafrická demokratická strana           |           |         | 1       | -   |
| Centrální republikánské hnutí            |           |         | 1       | ▲1  |
| Panafrická vlastenecká konvergence       |           |         | 0       | -   |
| Svaz nacionalistů za práci               |           |         | 0       | -   |
| Afrika Togo Ekologie                     |           |         | 0       | -   |
| Strana pro demokracii a obnovu           |           |         | 0       | -   |
| Kruh rozvíjejících se vůdců              |           |         | 0       | -   |
| nezávislí                                |           |         | 18      | ▲17 |
| Celkem                                   |           | 100 %   | 91      |     |
|                                          |           |         |         |     |
| Platných hlasů                           | 1 751 110 | 93,66 % |         |     |
| Neplatných hlasů                         | 118 607   | 6,34 %  |         |     |
| Celkem hlasů                             | 1 869 717 | 100 %   |         |     |
| Registrovaných voličů/volební účast      | 3 155 837 | 59,25 % | .       | .   |